# 亞馬遜河小叉齒毛鼻鯰
亞馬遜河小叉齒毛鼻鯰，為輻鰭魚綱鯰形目毛鼻鯰科的其中一種，為熱帶魚類，分布於南美洲亞馬遜河上游流域，體長可達2.2公分，棲息在底層水域，生活習性不明。